# Songwriters Hall of Fame
A Dalszerző Hírességek Csarnokát (Songwriters Hall Of Fame) 1969-ben Johnny Mercer dalszerző, Abe Olman zeneműkiadó/dalszerző és Howie Richmond zeneműkiadó/zeneipari szakember alapította az Egyesült Államokban azzal a céllal, hogy elismerjék azoknak dalszerzőknek a munkáját, akik a világ legkedveltebb dalainak zenéjét és szövegeit megalkották. 2010-ig a Songwriters Hall Of Fame csak virtuálisan létezett, ám ettől az évtől kezdve a Los Angeles-i Grammy Múzeumban talált fizikailag is otthonra a Dalszerző Hírességek Csarnoka.
Minden évben egy gála keretében iktatják be a kitüntetett dalszerzőket. Azok a dalszerzők kerülhetnek be a Songwriters Hall Of Fame-be, akik jelentős életművel rendelkeznek és első daluk hivatalos kiadása óta legalább 20 év telt el. Első alkalommal, 1970-ben, több mint 120 klasszikus dalszerzőt iktattak be. 1994-ben a Bee Gees együttes volt az első, amelynek minden tagját beiktatták a halhatatlan dalszerzők közé. A beiktatások mellett minden évben különböző díjakat is osztanak. Többek között mindhárom alapítóról neveztek el különdíjakat.
A Songwriters Hall Of Fame nem csak a már befutott dalszerzők elismerésével foglalkozik, hanem a következő dalszerző-generációk tehetségeinek képzésével is a Songwriters Hall Of Fame Master Sessions program keretében.
A Dalszerző Hírességek Csarnokának egyetlen magyar tagja Sigmund Romberg (eredeti nevén Rosenberg Zsigmond), aki Nagykanizsán született, majd 22 évesen vándorolt ki az Egyesült Államokba és lett népszerű operettszerző. 1970-ben az elsők között iktatták be a Songwriters Hall Of Fame-be.

## Elnökök
- Johnny Mercer (alapító elnök, 1969-1973)
- Sammy Cahn (1973-1993)
- Bobby Weinstein (1993-1999), Frank Sinatra (tiszteletbeli elnök, 1993-1998)
- Al Feilich (2000-2001)
- Hal David (2002-2009)
- Jimmy Webb (2010-2014)
- Kenneth Gamble és Leon Huff (társelnökök, 2015-2018)
- Nile Rodgers (2018-napjainkig)

## Különdíjak
Johnny Mercer Award
A legnagyobb presztízsű különdíj. Azok a dalszerzők kaphatják, akiket korábban már beiktattak a Songwriters Hall of Fame-be, és a jelölőbizottság szerint kivételesen kreatív művek sorát hozták létre. Az alapító elnök Johnny Mercerről elnevezett díjat 1980-ban Frank Sinatrának ítélték oda első alkalommal.
Abe Olman Publisher Award
A díjat olyan zeneműkiadással foglalkozó szakembereknek adományozzák, akiknek kiadásában jelentős számú dal vált világhírűvé, és sok dalszerző karrierjét, sikerét segítették. Az Abe Olman dalszerző és zeneműkiadóról elnevezett díjat 1983-ban a Songwriters Hall of Fame egyik alapítójának, Howie Richmondnak ítélték oda első alkalommal.
Howie Richmond Hitmaker Award
A díjat olyan művészek, illetve zeneipari "sztárcsinálók" számára hozták létre, akik hosszabb időn keresztül jelentős számú slágert írtak, és akik felismerik a dalok és szerzőik fontosságát. Az eredetileg Hitmaker Award elnevezésű díjat 1981-ben Chuck Berrynek ítélték oda első alkalommal. A díjat később a Songwriters Hall of Fame egyik alapítójáról, Howie Richmondról nevezték el.
Sammy Cahn Lifetime Achievement Award
Ezt az életműdíjat olyan személyeknek (egyénileg vagy csoportban) adományozzák, akik nagy mértékben elősegítették dalszerzők sikerességét. A Sammy Cahn, korábbi Songwriters Hall of Fame-elnökről elnevezett életműdíjat első alkalommal 1980-ban Ethel Merman énekesnőnek ítélték oda.
Hal David Starlight Award
Ezt a nagy presztízsű díjat 2004-ben hozták létre, hogy elismerjék azokat a tehetséges dalszerzőket, akik karrierjük csúcsán járnak és jelentős hatást gyakorolnak a zeneiparra eredeti szerzeményeikkel. Első alkalommal a Matchbox Twenty énekes/dalszerzője, Rob Thomas nyerte el a díjat, amit 2006-ban a Songwriters Hall of Fame akkori elnökéről, Hal Davidről neveztek el.
Board of Directors Award
Ezt a díjat a Songwriters Hall of Fame igazgatótanácsa adományozta 1986 és 1997 között, olyan személyeknek, akik a dalszerzők közösségét és a könnyűzene fejlődését segítették. A díjat mindössze öt alkalommal osztották ki.
Patron of the Arts
A Művészetek Patrónusa díjat olyan befolyásos szakembereknek ítélik oda, akik első sorban nem a zeneiparban tevékenykednek, de nagy támogatói az előadó művészetnek. A díjat 1988-ban Martin E. Segalnak, a Lincoln Center Filmintézet igazgatójának ítélték oda első alkalommal.
Contemporary Icon Award
A Kortárs Ikon díját abból a célból alapították, hogy kitüntessék azt a dalszerző-előadót, aki ikonikus státuszt ért el a könnyűzenében. Eddig mindössze ketten nyerték el a díjat: Lady Gaga (2015) és Justin Timberlake (2019).
Visionary Leadership Award
A Látnoki Vezető díjjal a Songwriters Hall of Fame igazgatótanácsának azon tagját ismerik el, aki jelentősen hozzájárult a szervezet küldetésének elősegítéséhez és az Intézet hírnevének magasabb szintre emeléséhez. A díjat 2013-ban az előző év szeptemberében elhunyt Hal David korábbi elnöknek ítélték oda első alkalommal.
Pioneer Award
Ezt az életműdíjat 2012-ben alapították azoknak a széleskörű zenei életművet létrehozó alkotóknak a kitüntetésére, akik jelentős hatással voltak dalszerzők generációira. A díj első kitüntetettje Woody Guthrie volt.
Towering Performance Award
A Kiemelkedő Előadás díját olyan kivételes énekesek kivételes előadásainak elismeréseként ítélik oda, akik kimagasló és felejthetetlen módon interpretáltak ikonikussá vált dalokat. Eddig mindössze hárman nyerték el a díjat: Bill Medley (2005), Andy Williams (2009) és Ben E. King (2012).
Towering Song Award
A Kiemelkedő Dal díját 1995 és 2015 között minden évben olyan dalért ítélték oda, amely egyedi módon volt hatással a kultúrára sok éven keresztül.

## Beiktatottak és díjazottak

### 2010-es évek
| Év   | Beiktatottak | Díjazottak |
| ---- | --- | --- |
| 2019 | - Dallas Austin - Missy Elliott - Tom T. Hall - John Prine - Jack Tempchin - Cat Stevens | - Carole Bayer Sager (Johnny Mercer Award) - Halsey (Hal David Starlight Award) - Justin Timberlake (Contemporary Icon Award) - Martin Bandier (Visionary Leadership Award) - Linda Moran (Champion Award)                                                         |
| 2018 | - Bill Anderson - Robert "Kool" Bell, Ronald Bell, James "J.T." Taylor és George Brown (Kool & the Gang) - Steve Dorff - Jermaine Dupri - Alan Jackson - John Mellencamp - Allee Willis                                                        | - Neil Diamond (Johnny Mercer Award) - Sara Bareilles (Hal David Starlight Award) - Lucian Grainge (Howie Richmond Hitmaker Award) |
| 2017 | - Shawn "Jay Z" Carter - Kenneth "Babyface" Edmonds - Berry Gordy - Jimmy Jam és Terry Lewis - Robert Lamm - Max Martin - James Pankow | - Alan Menken (Johnny Mercer Award) - Caroline Bienstock (Abe Olman Publisher Award) - Ed Sheeran (Hal David Starlight Award) - Pitbull (Global Ambassador Award)                                                                                                  |
| 2016 | - Elvis Costello - Marvin Gaye - Tom Petty - Nile Rodgers és Bernard Edwards (Chic) - Chip Taylor | - Lionel Richie (Johnny Mercer Award) - Seymour Stein (Howie Richmond Hitmaker Award) - Nick Jonas (Hal David Starlight Award) |
| 2015 | - Willie Dixon - Bobby Braddock - Robert Hunter és Jerry Garcia (Grateful Dead) - Toby Keith - Cyndi Lauper - Linda Perry | - Van Morrison (Johnny Mercer Award) - Nate Ruess (Hal David Starlight Award) - Lady Gaga (Contemporary Icon Award) - John LoFrumento (Visionary Leadership Award) - "What a Wonderful World" – George David Weiss és Bob Thiele szerzeménye (Towering Song Award) |
| 2014 | - Ray Davies - Jim Weatherly - Mark James - Graham Gouldman - Donovan | - Kenneth Gamble & Leon Huff (Johnny Mercer Award) - Doug Morris (Howie Richmond Hitmaker Award) - Dan Reynolds (Hal David Starlight Award) - "Over the Rainbow" – Harold Arlen és Yip Harburg szerzeménye (Towering Song Award)                                   |
| 2013 | - Steven Tyler és Joe Perry (Aerosmith) - JD Souther - Holly Knight - Lou Gramm és Mick Jones (Foreigner) - Tony Hatch | - Elton John & Bernie Taupin (Johnny Mercer Award) - Benny Blanco (Hal David Starlight Award) - Berry Gordy (Pioneer Award) - "A Change Is Gonna Come" – Sam Cooke szerzeménye (Towering Song Award)                                                               |
| 2012 | - Gordon Lightfoot - Bob Seger - Harvey Schmidt és Tom Jones – a "The Fantastiks" c. musical szerzői - Don Schlitz - Jim Steinman | - Bette Midler (Sammy Cahn Lifetime Achievement Award) - Ne-Yo (Hal David Starlight Award) - Woody Guthrie (Pioneer Award) - "Stand by Me" – Jerry Leiber, Mike Stoller és Ben E. King szerzeménye (Towering Song Award)                                           |
| 2011 | - Allen Toussaint - Billy Steinberg és Tom Kelly - Leon Russell - Garth Brooks - John Bettis | - Barry Mann & Cynthia Weil (Johnny Mercer Award) - Chaka Khan (Howie Richmond Hitmaker Award) - Drake (Hal David Starlight Award) - Hal David (Visionary Leadership Award) - "It Was a Very Good Year" – Ervin Drake szerzeménye (Towering Song Award)            |
| 2010 | - Leonard Cohen - Jesse Stone - Sunny Skylar - Laura Nyro - Bob Marley - Matt Dennis és Tom Adair - Jackie DeShannon - David Foster - Johnny Mandel - Maurice White, Philip Bailey, Verdine White, Larry Dunn és Al McKay (Earth, Wind & Fire) | - Phil Collins (Johnny Mercer Award) - Keith Mardak (Abe Olman Publisher Award) - Phil Ramone (Howie Richmond Hitmaker Award) - Taylor Swift (Hal David Starlight Award) - "Bridge over Troubled Water" – Paul Simon szerzeménye (Towering Song Award)             |

### 2000-es évek
| Év   | Beiktatottak | Díjazottak |
| ---- | --- | --- |
| 2009 | - Eddie Brigati és Felix Cavaliere (Young Rascals) - Galt MacDermot – a "Hair" c. musical zeneszerzője - Gerome Ragni és James Rado – a "Hair" c. musical szövegírói - Stephen Schwartz - Roger Greenaway és Roger Cook - Graham Nash, Stephen Stills és David Crosby (Crosby, Stills & Nash) - Richie Sambora és Jon Bon Jovi (Bon Jovi) | - Holland-Dozier-Holland (Johnny Mercer Award) - Maxyne Lang (Abe Olman Publisher Award) - Tom Jones (Howie Richmond Hitmaker Award) - Jason Mraz (Hal David Starlight Award) - Andy Williams (Towering Performance Award) - "Moon River" – Henry Mancini és Johnny Mercer szerzeménye (Towering Song Award)                                                                               |
| 2008 | - John Sebastian - Alan Menken - Albert Hammond - Desmond Child - Loretta Lynn | - Paul Anka (Johnny Mercer Award) - Milt Okun (Abe Olman Publisher Award) - Anne Murray (Howie Richmond Hitmaker Award) - John Rzeznik (Hal David Starlight Award) - "Take Me Out to the Ball Game" – Jack Norworth és Albert Von Tilzer szerzeménye (Towering Song Award) |
| 2007 | - Jackson Browne - Michael Masser - Bobby Weinstein - Teddy Randazzo - Irving Burgie - Don Black - Merle Haggard | - Dolly Parton (Johnny Mercer Award) - Don Kirshner (Abe Olman Publisher Award) - John Legend (Hal David Starlight Award) - "Unchained Melody" – Alex North és Hy Zaret szerzeménye (Towering Song Award) |
| 2006 | - Will Jennings - Henry Cosby - Sylvia Moy - Mac Davis - Thom Bell | - Kris Kristofferson (Johnny Mercer Award) - Allen Klein (Abe Olman Publisher Award) - Peter, Paul & Mary (Sammy Cahn Lifetime Achievement Award) - John Mayer (Hal David Starlight Award) - "When the Saints Are Marching In" – Katharine Purvis és James Milton Black szerzeménye (Towering Song Award)                                                                                  |
| 2005 | - David Bowie - Richard Sherman és Robert Sherman - John Fogerty - Steve Cropper - Isaac Hayes - David Porter - Bill Withers | - Smokey Robinson (Johnny Mercer Award) - Beebe Bourne (Abe Olman Publisher Award) - Les Paul (Sammy Cahn Lifetime Achievement Award) - Henry Juszkiewicz (Patron Of The Arts Award) - Alicia Keys (Hal David Starlight Award) - Bill Medley (Towering Performance Award) - "You’ve Lost That Lovin’ Feelin’" – Phil Spector, Barry Mann és Cynthia Weil szerzeménye (Towering Song Award) |
| 2004 | - Barrett Strong és Norman Whitfield - Don McLean - Daryl Hall és John Oates (Hall & Oates) - Al Green - Charles Fox | - Stevie Wonder (Johnny Mercer Award) - Les Bider (Abe Olman Publisher Award) - Neil Sedaka (Sammy Cahn Lifetime Achievement Award) - Michael Goldstein (Patron Of The Arts Award) - Rob Thomas (Hal David Starlight Award) - "What the World Needs Now Is Love" – Hal David és Burt Bacharach szerzeménye (Towering Song Award)                                                           |
| 2003 | - Little Richard - Van Morrison - Phil Collins - John Deacon, Brian May, Freddie Mercury és Roger Taylor (Queen) | - Jimmy Webb (Johnny Mercer Award) - Nicholas Firth (Abe Olman Publisher Award) - Patti LaBelle (Sammy Cahn Lifetime Achievement Award) - Clive Davis (Howie Richmond Hitmaker Award) - Martin Bandier (Patron Of The Arts Award) - "I Left My Heart in San Francisco" – George Cory és Douglass Cross szerzeménye (Towering Song Award)                                                   |
| 2002 | - Sting - Michael Jackson - Nickolas Ashford és Valerie Simpson - Randy Newman - Barry Manilow | - Carole King (Johnny Mercer Award) - Edward P. Murphy (Abe Olman Publisher Award) - Stevie Wonder (Sammy Cahn Lifetime Achievement Award) - Garth Brooks (Howie Richmond Hitmaker Award) - Stephen Swid (Patron Of The Arts Award) - "You’re a Grand Old Flag" – George M. Cohan szerzeménye (Towering Song Award)                                                                        |
| 2001 | - Paul Williams - Diane Warren - Eric Clapton - Dolly Parton - Willie Nelson | - Billy Joel (Johnny Mercer Award) - Ralph Peer (Abe Olman Publisher Award) - Gloria & Emilio Estefan (Sammy Cahn Lifetime Achievement Award) - Dionne Warwick (Howie Richmond Hitmaker Award) - Iris Cantor (Patron Of The Arts Award) - "Let Me Call You Sweetheart" – Leo Friedman és Beth Slater Whitson szerzeménye (Towering Song Award)                                             |
| 2000 | - Glenn Frey és Don Henley (Eagles) - Brian Wilson - Curtis Mayfield - James Brown - James Taylor | - Jerry Leiber és Mike Stoller (Johnny Mercer Award) - Julian Aberbach (Abe Olman Publisher Award) - Neil Diamond (Sammy Cahn Lifetime Achievement Award) - Johnny Mathis (Howie Richmond Hitmaker Award) - "You Are My Sunshine" – Jimmy Davis szerzeménye (Towering Song Award) - "All of Me" – Gerald Marks és Seymour Simons szerzeménye (Towering Song Award)                         |

### 1990-es évek
| Év   | Beiktatottak                                                                                      | Díjazottak |
| ---- | ------------------------------------------------------------------------------------------------- | --- |
| 1999 | - Bruce Springsteen - Tim Rice - Peggy Lee - Bobby Darin                                          | - Stephen Sondheim (Johnny Mercer Award) - Bill Lowery (Abe Olman Publisher Award) - Kenny Rogers (Sammy Cahn Lifetime Achievement Award) - Natalie Cole (Howie Richmond Hitmaker Award) - Robert Mondavi (Patron Of The Arts Award) - "Fly Me to the Moon" – Bart Howard szerzeménye (Towering Song Award) |
| 1998 | - Larry Stock - John Williams - John Barry - Fats Domino - Dave Bartholomew                       | - Paul Simon (Johnny Mercer Award) - Irwin Z. Robinson (Abe Olman Publisher Award) - Berry Gordy (Sammy Cahn Lifetime Achievement Award) - Diana Ross (Howie Richmond Hitmaker Award) - David Checketts (Patron Of The Arts Award) - "The Christmas Song" – Robert Wells és Mel Tormé szerzeménye (Towering Song Award)                                                                                             |
| 1997 | - Jimmy Kennedy - Ernesto Lecuona - Joni Mitchell - Harlan Howard - Phil Spector                  | - Alan és Marilyn Bergman (Johnny Mercer Award) - Gene Goodman (Abe Olman Publisher Award) - Vic Damone (Sammy Cahn Lifetime Achievement Award) - Samuel LeFrak (Patron Of The Arts Award) - Thomas A. Dorsey (Board Of Directors Award) - "How High the Moon" – Morgan Lewis és Nancy Hamilton szerzeménye (Towering Song Award)                                                                                   |
| 1996 | - John Denver - Charles Aznavour - Ray Noble                                                      | - Hal David és Burt Bacharach (Johnny Mercer Award) - Freddy Bienstock (Abe Olman Publisher Award) - Frankie Laine (Sammy Cahn Lifetime Achievement Award) - Gloria Estefan (Howie Richmond Hitmaker Award) - Sumner Redstone (Patron Of The Arts Award) - Oscar Brand és Anna Sosenko (Board Of Directors Award) - "Happy Birthday to You" – Patty Smith Hill és Mildred J. Hill szerzeménye (Towering Song Award) |
| 1995 | - Max Steiner - Bob Crewe - Bob Gaudio - Kenneth Gamble - Leon Huff - Andrew Lloyd Webber         | - Cy Coleman (Johnny Mercer Award) - Al Gallico (Abe Olman Publisher Award) - Steve Lawrence és Eydie Gorme (Sammy Cahn Lifetime Achievement Award) - Michael Bolton (Howie Richmond Hitmaker Award) - Theodore J. Forstmann (Patron Of The Arts Award) - "As Time Goes By" – Herman Hupfeld szerzeménye (Towering Song Award)                                                                                      |
| 1994 | - Lionel Richie - Otis Redding - Carly Simon - Robin Gibb, Maurice Gibb és Barry Gibb (Bee Gees)  | - Irving Caesar (Johnny Mercer Award) - Buddy Morris (Abe Olman Publisher Award) - Lena Horne (Sammy Cahn Lifetime Achievement Award) - Philip Dusenberry (Patron Of The Arts Award) |
| 1993 | - Bert Kaempfert és Herb Rehbein - Paul Anka - Keith Richards és Mick Jagger (The Rolling Stones) | - Jule Styne (Johnny Mercer Award) - Berry Gordy (Abe Olman Publisher Award) - Ray Charles (Sammy Cahn Lifetime Achievement Award) - Michel Roux (Patron Of The Arts Award) |
| 1992 | - Linda Creed - Elton John és Bernie Taupin - Billy Joel - Mort Shuman és Doc Pomus               | - Burton Lane (Johnny Mercer Award) - Bonnie Bourne (Abe Olman Publisher Award) - Nat King Cole (Sammy Cahn Lifetime Achievement Award) - Jonathan Tisch (Patron Of The Arts Award) |
| 1991 | - Antonio Jobim - Otis Blackwell - Howard Greenfield - Jeff Barry és Ellie Greenwich              | - Betty Comden és Adolph Green (Johnny Mercer Award) - Jay Morgenstern és Frank Military (Abe Olman Publisher Award) - Gene Autry (Sammy Cahn Lifetime Achievement Award) - Barry Manilow (Howie Richmond Hitmaker Award) - Edwin M. Cooperman (Patron Of The Arts Award) |
| 1990 | - Smokey Robinson - Michel Legrand - Jim Croce                                                    | - Sheldon Harnick és Jerry Bock (Johnny Mercer Award) - Martin Bandier és Charles Koppelman (Abe Olman Publisher Award) - B. B. King (Sammy Cahn Lifetime Achievement Award) - Whitney Houston (Howie Richmond Hitmaker Award) - Edgar Bronfman, Jr. (Patron Of The Arts Award) |

### 1980-as évek
| Év   | Beiktatottak | Díjazottak |
| ---- | --- | --- |
| 1989 | - Eddie DeLange - Anthony Newley és Leslie Bricusse - Roy Orbison - Lee Adams                                                                                       | - Quincy Jones (Sammy Cahn Lifetime Achievement Award) - Roger Enrico (Patron Of The Arts Award) |
| 1988 | - Leroy Anderson - Noël Coward - Lamont Dozier, Brian és Eddie Holland (Holland–Dozier–Holland)                                                                     | - Dick Clark (Sammy Cahn Lifetime Achievement Award) - Martin Segal (Patron Of The Arts Award) |
| 1987 | - Carole King és Gerry Goffin - John Lennon és Paul McCartney (The Beatles) - Sam Cooke - Bob Merrill - Carole Bayer Sager - Cynthia Weil és Barry Mann             | - Jerry Herman (Johnny Mercer Award) - Lou Levy (Abe Olman Publisher Award) - Jerry Wexler (Sammy Cahn Lifetime Achievement Award)                                                                                 |
| 1986 | - Chuck Berry - Jimmy Webb - Marvin Hamlisch - Boudleaux Bryant és Felice Bryant - Buddy Holly                                                                      | - Mitchell Parish (Johnny Mercer Award) - Leonard Feist (Abe Olman Publisher Award) |
| 1985 | - Fred Rose - Carolyn Leigh - Don Raye - Gene De Paul - Saul Chaplin - Kris Kristofferson - Jerry Leiber és Mike Stoller (Elvis Presley-slágerek) - Charles Strouse | - Alan Jay Lerner (Johnny Mercer Award) - John Hammond (Sammy Cahn Lifetime Achievement Award) |
| 1984 | - Norman Gimbel - Richard Adler - Neil Diamond - Bennie Benjamin és George David Weiss - Al Hoffman - Henry Mancini - Maceo Pinkard - Billy Strayhorn               | - Benny Goodman (Sammy Cahn Lifetime Achievement Award) |
| 1983 | - Bob Hilliard - Hugh Martin és Ralph Blane - John Kander és Fred Ebb - Neil Sedaka - Harry Tobias - Alec Wilder - Harry Akst - Stevie Wonder - Ervin Drake         | - Sammy Cahn (Johnny Mercer Award) - Howard S. Richmond (Abe Olman Publisher Award) - Willie Nelson (Sammy Cahn Lifetime Achievement Award) - Margaret Whiting és Rosemary Clooney (Howie Richmond Hitmaker Award) |
| 1982 | - Jerry Herman - Paul Simon - Rube Bloom - Gordon Jenkins - Jerry Ross - Bob Dylan - Harold Rome - Al Stillman - Meredith Willson                                   | - Harold Arlen (Johnny Mercer Award) - Dinah Shore (Sammy Cahn Lifetime Achievement Award) |
| 1981 | - Cy Coleman - Jerry Livingston - Johnny Marks | - Yip Harburg (Johnny Mercer Award) - Tony Bennett (Sammy Cahn Lifetime Achievement Award) - Chuck Berry (Howie Richmond Hitmaker Award)                                                                           |
| 1980 | - Herb Magidson - Adolph Green és Betty Comden - Alan és Marilyn Bergman                                                                                            | - Ethel Merman (Sammy Cahn Lifetime Achievement Award) |

### 1970-es évek
Első alkalommal, 1970-ben, több mint 120 klasszikus dalszerzőt iktattak be a Songwriters Hall of Fame-be. Az első évtizedben többször előfordult, hogy az adott évben nem iktattak be újabb dalszerzőket a Hírességek Csarnokába. Különdíjakat a ’70-es években még nem osztottak.
| Év   | Beiktatottak |
| ---- | --- |
| 1979 | nem történt beiktatás |
| 1978 | nem történt beiktatás |
| 1977 | - Ray Evans - Jay Livingstone |
| 1976 | nem történt beiktatás |
| 1975 | - Louis Alter - Mack David - Benny Davis - Edward Eliscu - Bud Green - Lou Handman - Edward Heyman - Jack Lawrence - Stephen Sondheim |
| 1974 | nem történt beiktatás |
| 1973 | nem történt beiktatás |
| 1972 | - Harold Adamson - Milton Ager - Burt Bacharach - Leonard Bernstein - Jerry Bock - Irving Caesar - Sammy Cahn - John Fred Coots - Hal David - Howard Dietz - Sammy Fain - Arthur Freed - Haven Gillespie - Johnny Green - Yip Harburg - Sheldon Harnick - Ted Koehler - Burton Lane - Edgar Leslie - Frederick Loewe - Joseph Meyer - Mitchell Parish - Andy Razaf - Leo Robin - Arthur Schwartz - Pete Seeger - Carl Sigman - Jule Styne - Ned Washington - Mabel Wayne - Paul Francis Webster - Jack Yellen |
| 1971 | - Harold Arlen - Hoagy Carmichael - Duke Ellington - Dorothy Fields - Rudolf Friml - Ira Gershwin - Alan Jay Lerner - Johnny Mercer - Jimmy Van Heusen - Harry Warren |
| 1970 | - Fred Ahlert - Ernest Ball - Katharine Bates - Irving Berlin - William Billings - James Bland - James Brockman - Lew Brown - Nacio Brown - Alfred Bryan - Joe Burke - Johnny Burke - Anne Caldwell - Harry Carroll - Sidney Clare - George Cohan - Con Conrad - Sam Coslow - Hart Danks - Reginald De Koven - Peter De Rose - Buddy De Sylva - Mort Dixon - Walter Donaldson - Paul Dresser - Dave Dreyer - Al Dubin - Vernon Duke - Gus Edwards - Raymond Egan - Daniel Emmett - Ted Fiorito - Fred Fisher - Stephen Foster - George Gershwin - L. Wolfe Gilbert - Patrick Gilmore - Mack Gordon - Ferde Grofé - Woody Guthrie - Oscar Hammerstein - W. C. Handy - James Hanley - Otto Harbach - Charles Harris - Lorenz Hart - Ray Henderson - Victor Herbert - Billy Hill - Joe Howard - Julia Howe - Carrie Jacobs Bond - Howard Johnson - James P. Johnson - James Weldon Johnson - Arthur Johnston - Isham Jones - Scott Joplin - Irving Kahal - Gus Kahn - Bert Kalmar - Jerome Kern - Francis Key - Huddie Ledbetter - Sam Lewis - Frank Loesser - Ballard MacDonald - Edward Madden - Joseph McCarthy - Jimmy McHugh - George Meyer - Jimmy Monaco - Neil Moret - Theodore Morse - Lewis Muir - Ethelbert Nevin - Jack Norworth - Chauncey Olcott - John Payne - James Pierpont - Lew Pollack - Cole Porter - Ralph Rainger - Harry Revel - Eben Rexford - Jimmie Rodgers - Richard Rodgers - Sigmund Romberg - George Root - Billy Rose - Vincent Rose - Harry Ruby - Bob Russell - Jean Schwartz - Harry Smith - Samuel Francis Smith - Ted Snyder - John Sousa - Andrew Sterling - Harry Tierney - Charles Tobias - Roy Turk - Egbert Van Alstyne - Albert Von Tilzer - Harry Von Tilzer - Thomas Waller - Samuel A. Ward - Kurt Weill - Percy Wenrich - Richard Whiting - Clarence Williams - Hank Williams - Spencer Williams - Septimus Winner - Harry M. Woods - Henry Work - Allie Wrubel - Vincent Youmans - Joe Young - Rida Johnson Young - Victor Young - Will D. Cobb |